# Europa-Institut Sektion Wirtschaftswissenschaft

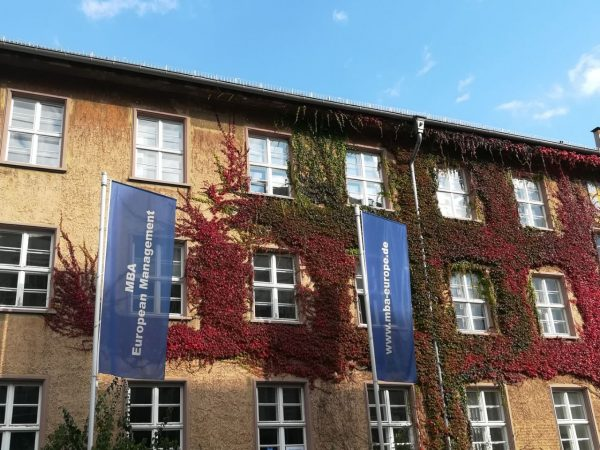
L'Istituto nel Campus dell'Università della Saarland

L'Europa-Institut, Sektion Wirtschaftswissenschaft, rispettivamente European Institute for Advanced Behavioural Management (EIABM), fino al 2014 MBA School der Universität des Saarlandes, è un'istitutuzione dell'Università della Saarland, che offre il programma post laurea "European Management" il quale porta al titolo di Master of Business Administration (MBA). Il programma si concentra sullo sviluppo post laurea dei dirigenti consentendo loro di comprendere i sistemi economici globali e di plasmare le loro aziende di conseguenza. I punti focali sono Management Basics, European Basics, Financial Management, Marketing und Management, Operations Management und Behavioural Management.

## Storia
L'Università della Saarland è stata proclamata "Università Europea" nel 1950 dal rettore Joseph-François Angelloz. Nell'anno successivo (1951) è stato fondato l'Europa Institut a simbolo della mentalità europea dell'Università.
Fin dall'inizio, l'Europa-Institut ha avuto un orientamento internazionale e un approccio interdisciplinare in quattro settori: culturale, politico, giuridico ed economico. Negli ultimi decenni sono emerse due sezioni indipendenti:
- La Sezione di Diritto: corso di specializzazione in integrazione europea (LLM) nel 1980 (Europa-Institut Saarbrücken).
- La Sezione di Scienze Economiche: corso di studi post laurea „European Management“ (MBA), nel 1990.

Entrambe le sezioni vengono gestite, ancora oggi, secondo l'idea di fondazione europea del 1951. Nel 2009 la sezione di Scienze Economiche è stata rinominata MBA School, Universität des Saarlandes. Dal 2014 l'Istituto porta il nome di European Institute for Advanced Behavioural Management (EIABM) nonché Europa-Institut, Sektion Wirtschaftswissenschaft.